# Prudentópolis Futebol Clube
Il Prudentópolis Futebol Clube, noto anche semplicemente come Prudentópolis, è una società calcistica brasiliana con sede nella città di Prudentópolis, nello stato del Paraná.

## Storia
Il club è stato fondato il 1º novembre 2007 come Serrano Centro-Sul Esporte Clube. Il club ha vinto il Campeonato Paranaense Terceira Divisão nel 2008, dopo aver sconfitto il São José in finale. Il Serrano ha vinto il Campeonato Paranaense Segunda Divisão nel 2009, qualificandosi per la Recopa Sul-Brasileira 2009, quando fu sconfitto in finale dal Joinville con il risultato 3-2, il 13 dicembre 2009 all'Estádio Municipal Domenico Paolo Metidieri, a Votorantim, San Paolo. Ha partecipato al Campionato Paranaense nel 2010, dove ha terminato al 12º posto su 14 squadre, retrocedendo così nella seconda divisione statale dell'anno successivo. Il club ha cambiato nome in Prudentópolis Futebol Clube nel 2013.

## Palmarès

### Competizioni statali
- Campeonato Paranaense Segunda Divisão: 1

2009
- Campeonato Paranaense Terceira Divisão: 1

2008

### Altri piazzamenti
- Recopa Sul-Brasileira:

Finalista: 2009